# ジェネシス・G90
G90（ジー・ナインティー）は、大韓民国の自動車メーカー、現代自動車が高級車ブランドジェネシスで販売する大型セダンおよびリムジンである。
韓国市場のみ2018年11月までEQ900（イーキュー・ナインハンドレッド）の車名を使用していたが、車名のEQは前身となるヒュンダイ・エクウスの頭文字から取られている。これは韓国ではまだエクウスのイメージが強く残っているという点を考慮したものである。
G90は2019年時点において韓国産の乗用車の中で最も高価な車種である。 

## 概要
2015年11月、現代はジェネシスブランドを正式に立ち上げることを発表すると同時に、現代初の高級車ブランドとして各国市場に進出することを表明した。翌、12月に同ブランド名が冠された初の車種として発表された。
車名は前身車種であり、高級車像を切り拓き続けたエクウス（EQUUS）に敬意を表す意味で、頭2文字の「EQ」と車格（大型車）を意味する「9」を掛け合わせて命名された。
韓国以外ではG90の車名で販売され、韓国においても改良時等で変更する計画が立てられ、2018年11月のマイナーチェンジに合わせて変更された。

## 初代（HI型前期、2015年 - 2018年）
エクウスの後続車種として、約1200人の研究員を動員し、設計から量産まで約4年をかけて開発された。2015年12月9日、韓国にて発表。発売前の事前契約の数は1万台を超え、これは前作のヒュンダイ・エクウスをはるかに超えるものであった。
グレードは「ラグジュアリー」「プレミアム　ラグジュアリー」「プレステージ」の3つで展開されるが、2016年3月に追加されたリムジンは5.0L、4人乗り、AWDの「プレステージ」のみの設定である。
ボディサイズはVI型エクウス比で全長が45mm、全幅が15mm、ホイールベースは115mmそれぞれ拡大する。リムジンはさらに全長/ホイールベースが290mm延長（内訳はBピラー250mm、リアドア40mm）される。
エンジンはエクウスからキャリーオーバーされた315ps・40.5kgmのV6・直噴の3.8Lラムダ（λ）、425ps・53.0kgmのV8・直噴の5.0Lのタウ（TAU、τ）の2種に加え、370ps・52.0kgmのV6・直噴の3.3Lツインターボラムダ（λ）が追加された。
トランスミッションはエンジン・駆動方式の種別に関わらず、全て8速ATとなる。
シャシーはDH型ジェネシス（のちのマイナーチェンジでジェネシス・G80に改名）をベースに室内空間と走行性能に余裕を実現し、ジェネシス同様、FRに加えて「HTRAC（エイチ・トラック）」と呼ばれるAWDも設定された。
運転席には、ドライバーの体型情報を入力すると現在の運転姿勢を分析し自動的にシートなどの位置を変更させる「スマート姿勢コントロールシステム」、後席には航空機のファーストクラスシートのようにボタンを押すだけでリクライニング可能な「ファーストクラスVIPシート」を備えた。
9つのエアバッグに加え、韓国車初の高速道路走行支援システム、衝突回避支援システム、運転支援システムなどを統括した「Genesis Smart Sense（ジェネシス・スマート・センス）」が搭載されるなど、安全性も高められた。
2016年3月9日には、全長が290mmが増えたストレッチドリムジンのEQ900Lがリリースされた。 アルファベットの「L」は「Long」と「Limousine」の頭文字を取ったものである。同年には「2016韓国カー・オブ・ザ・イヤー」を受賞している。
2017年4月17日には、すべてのグレードに電動リアガラスカーテン、電動トランク、高性能エアコンフィルター、セーフティロック解除などが追加された2017年型が発表された。そして大統領の警護車両として、それまで使用されていたエクウスに代わってEQ900を3台導入することとなり、2018年5月に警護車両仕様が初めて公開された。 
2018年11月27日、マイナーチェンジで他国同様、「ジェネシス・G90」に名称変更され、エクウスの名前を冠する車種は消滅した。

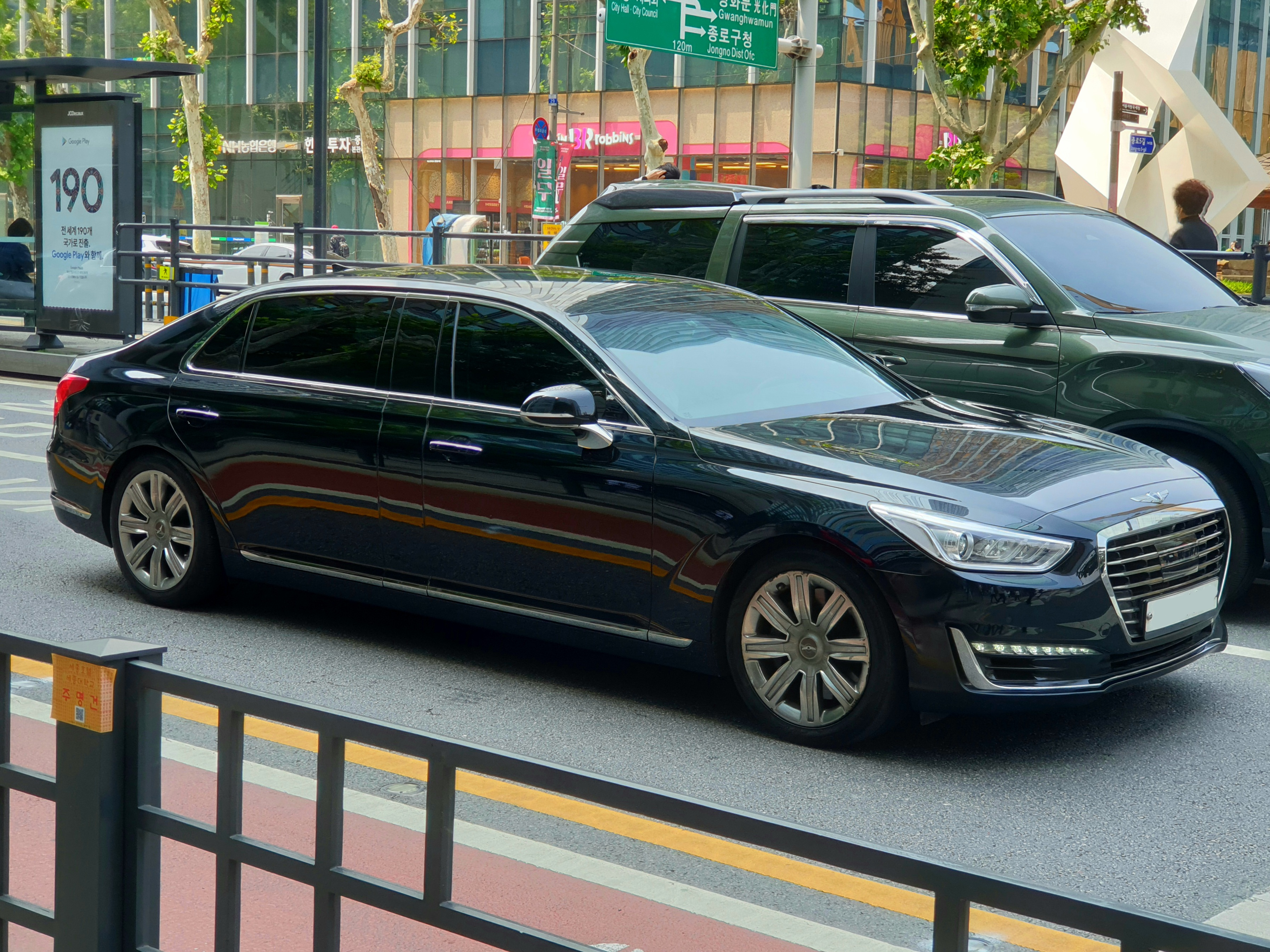
EQ900L フロント
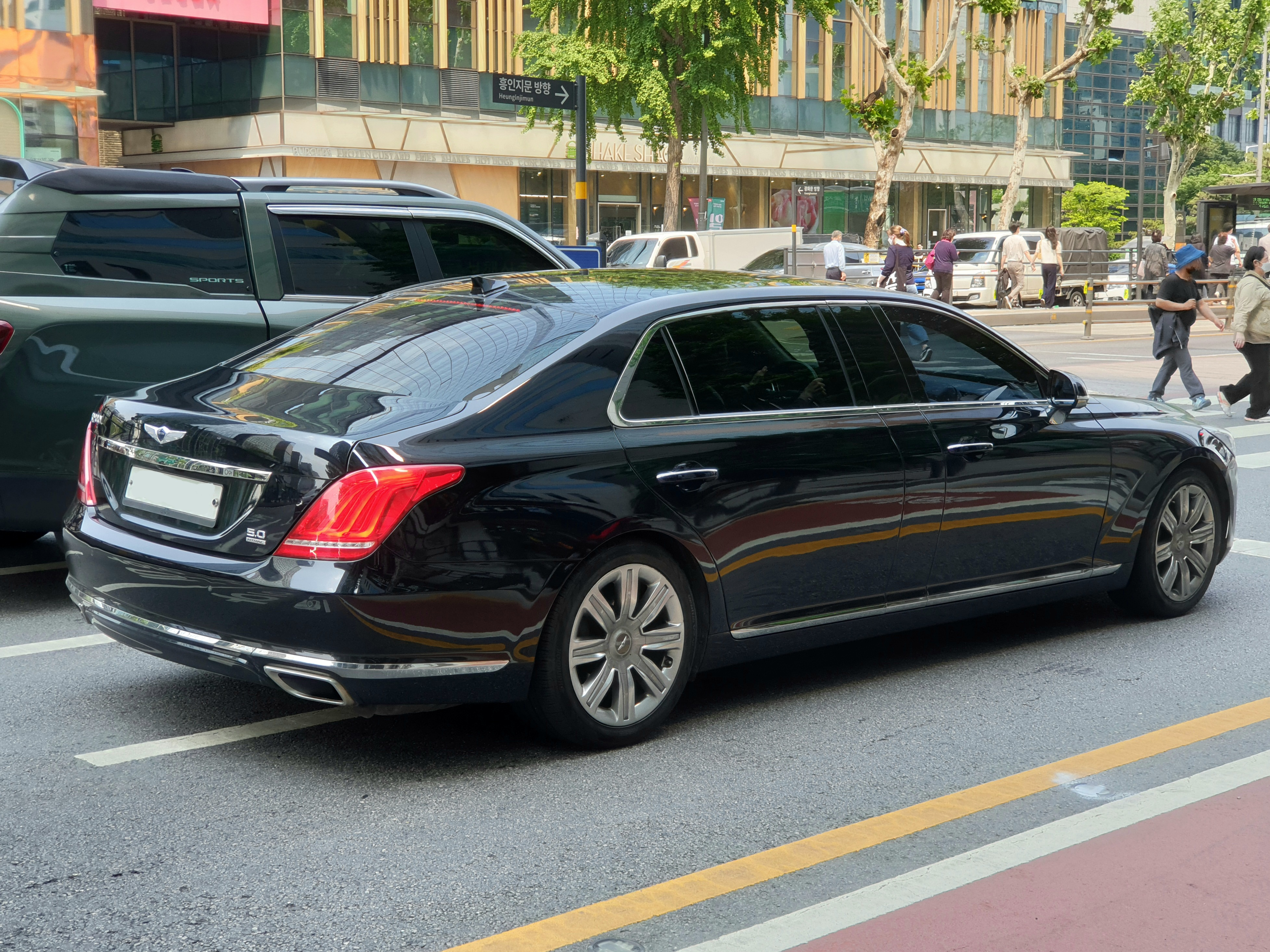
EQ900L リア
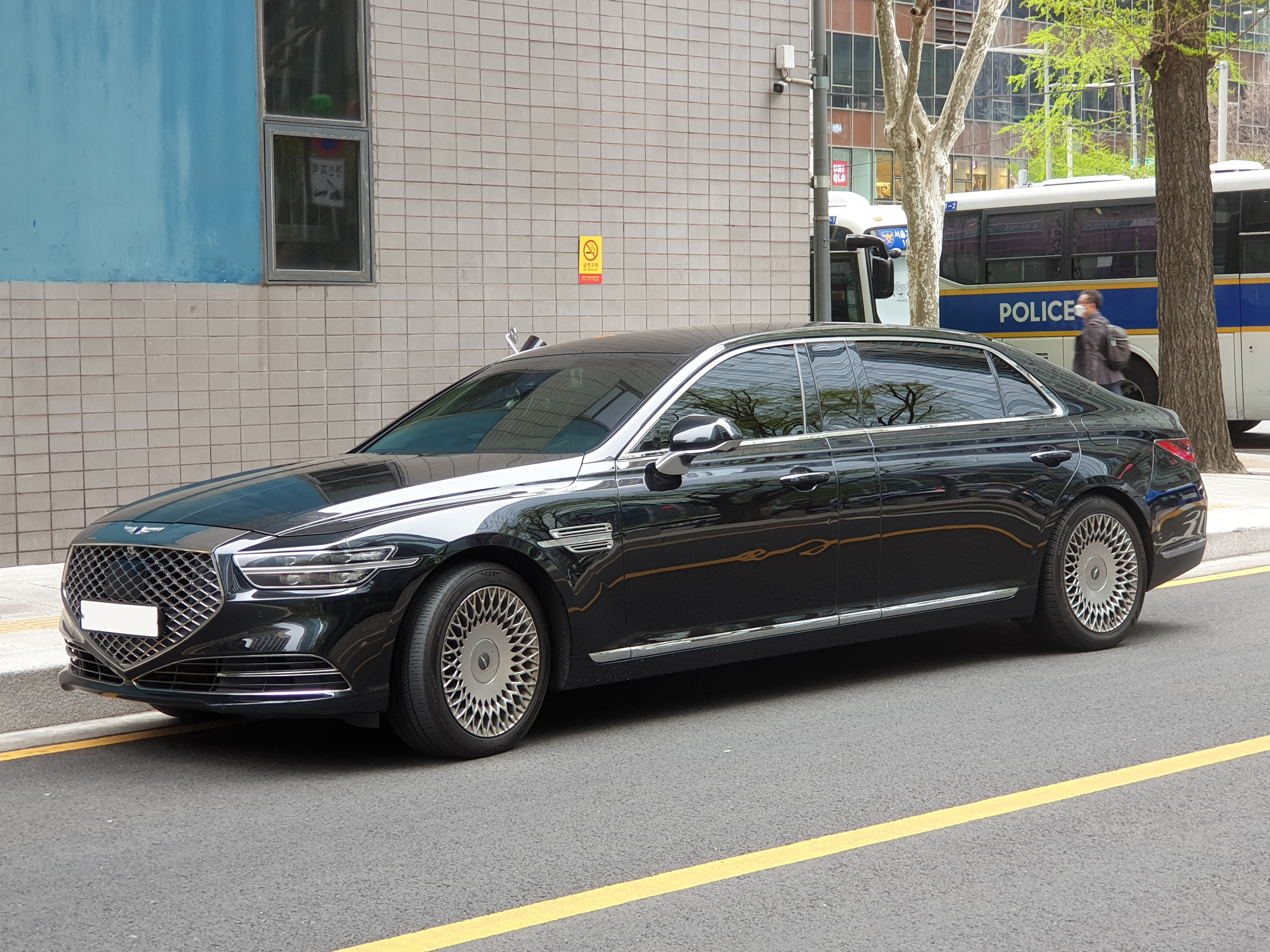
G90L フロント
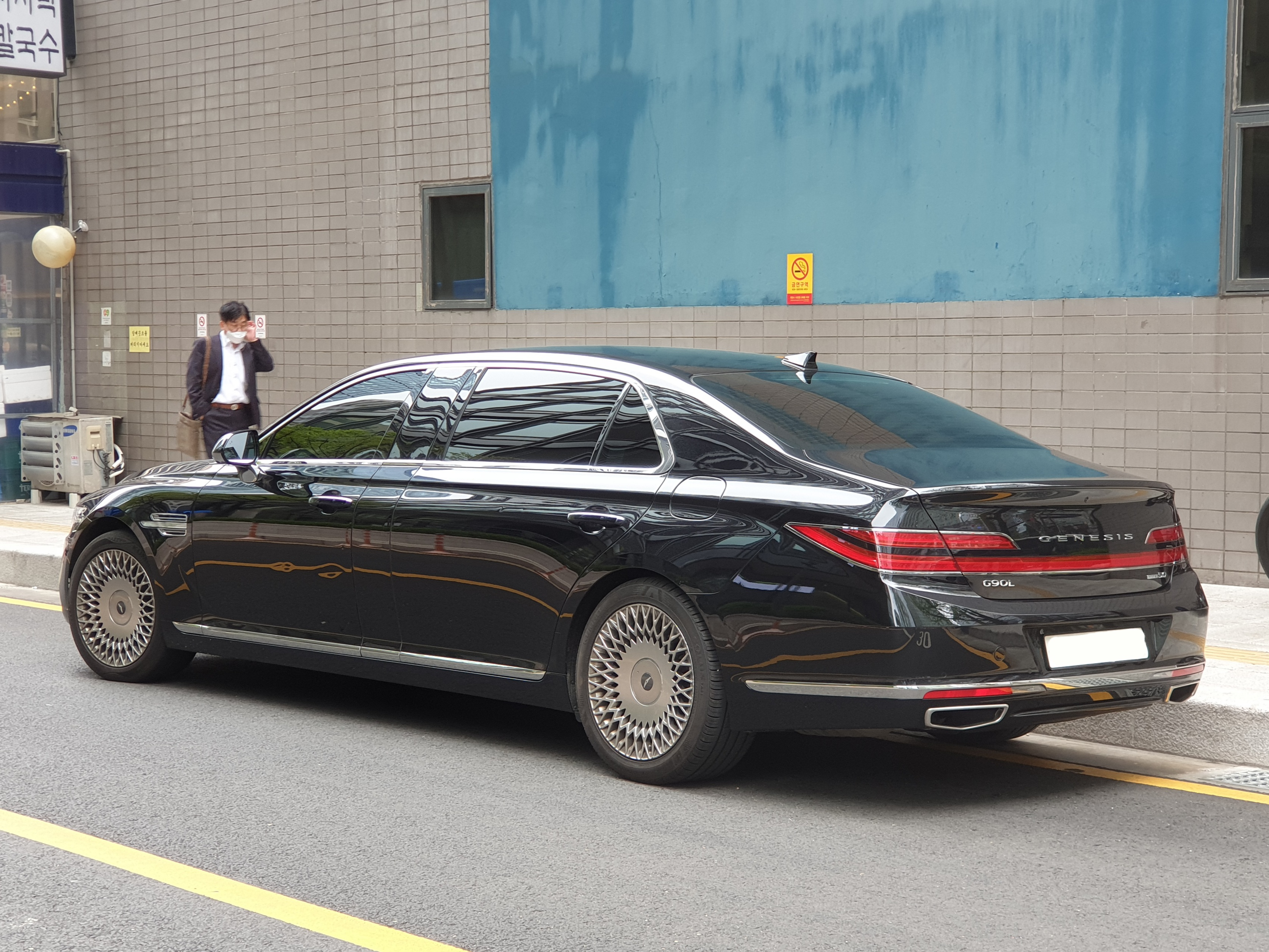
G90L リア

### ラインナップ
| 区分  | EQ900 V6 3.3ℓ ラムダGDIターボ EQ900 V6 3.8ℓ ラムダGDI | EQ900 V8 5.0ℓ タウGDI EQ900L V8 5.0ℓ タウGDI |
| ----- | ----------------------------------------------------- | -------------------------------------------- |
| EQ900 | ラグジュアリー プレミアムラグジュアリー プレステージ  | プレステージ                                 |

### 仕様
| 区分                      | EQ900 V6 3.3ℓ ラムダGDIターボ                                                                  | EQ900 V6 3.3ℓ ラムダGDIターボ （Hトラック）                                                  | EQ900 V6 3.8ℓ ラムダGDI                                                                        | EQ900 V6 3.8ℓ ラムダGDI （Hトラック）                                                          | EQ900 V8 5.0ℓ タウGDI （Hトラック）            | EQ900L V8 5.0ℓ タウGDI （Hトラック）           |       |
| ------------------------- | ---------------------------------------------------------------------------------------------- | -------------------------------------------------------------------------------------------- | ---------------------------------------------------------------------------------------------- | ---------------------------------------------------------------------------------------------- | ---------------------------------------------- | ---------------------------------------------- | ----- |
| 全長（mm）                | 5,205                                                                                          | 5,205                                                                                        | 5,205                                                                                          | 5,205                                                                                          | 5,205                                          | 5,495                                          |       |
| 全幅（mm）                | 1,915                                                                                          | 1,915                                                                                        | 1,915                                                                                          | 1,915                                                                                          | 1,915                                          | 1,915                                          |       |
| 全高（mm）                | 1,495                                                                                          | 1,495                                                                                        | 1,495                                                                                          | 1,495                                                                                          | 1,495                                          | 1,505                                          | 1,505 |
| ホイールベース（mm）      | 3,160                                                                                          | 3,160                                                                                        | 3,160                                                                                          | 3,160                                                                                          | 3,160                                          | 3,450                                          |       |
| トレッド（前/後、mm）     | 1,630/1,659（18インチ） 1,640/1,639（19インチ）                                                | 1,630/1,659（18インチ） 1,640/1,639（19インチ）                                              | 1,630/1,659（18インチ） 1,640/1,639（19インチ）                                                | 1,630/1,659（18インチ） 1,640/1,639（19インチ）                                                | 1,640/1,639（19インチ）                        | 1,640/1,639（19インチ）                        |       |
| 乗車定員                  | 4人（ファーストクラスVIPシート） 5人                                                           | 4人（ファーストクラスVIPシート） 5人                                                         | 4人（ファーストクラスVIPシート） 5人                                                           | 4人（ファーストクラスVIPシート） 5人                                                           | 4人（ファーストクラスVIPシート） 5人           | 4人（ファーストクラスVIPシート） 5人           |       |
| トランスミッション        | 8速AT                                                                                          | 8速AT                                                                                        | 8速AT                                                                                          | 8速AT                                                                                          | 8速AT                                          | 8速AT                                          |       |
| サスペンション（前/後）   | マルチリンク/マルチリンク                                                                      | マルチリンク/マルチリンク                                                                    | マルチリンク/マルチリンク                                                                      | マルチリンク/マルチリンク                                                                      | マルチリンク/マルチリンク                      | マルチリンク/マルチリンク                      |       |
| 駆動形式                  | FR                                                                                             | AWD                                                                                          | FR                                                                                             | AWD                                                                                            | AWD                                            | AWD                                            |       |
| エンジン形式              | G6DP                                                                                           | G6DP                                                                                         | G6DN                                                                                           | G6DN                                                                                           | G8BE                                           | G8BE                                           |       |
| 燃料                      | ガソリン                                                                                       | ガソリン                                                                                     | ガソリン                                                                                       | ガソリン                                                                                       | ガソリン                                       | ガソリン                                       |       |
| 排気量（cc）              | 3,342                                                                                          | 3,342                                                                                        | 3,778                                                                                          | 3,778                                                                                          | 5,038                                          | 5,038                                          |       |
| 最高出力（ps / rpm）      | 370 / 6,000                                                                                    | 370 / 6,000                                                                                  | 315 / 6,000                                                                                    | 315 / 6,000                                                                                    | 425 / 6,000                                    | 425 / 6,000                                    |       |
| 最大トルク（kg・m / rpm） | 52.0 / 1,300 - 4,500                                                                           | 52.0 / 1,300 - 4,500                                                                         | 40.5 / 5,000                                                                                   | 40.5 / 5,000                                                                                   | 53.0 / 5,000                                   | 53.0 / 5,000                                   |       |
| 燃料タンク容量（ℓ）       | 83                                                                                             | 83                                                                                           | 77                                                                                             | 77                                                                                             | 83                                             | 83                                             |       |
| 車両重量（kg）            | 2,060（18インチホイール）/ 2,115（4人）/ 2,095（5人）（19インチホイール）                      | 2,130（18インチホイール）/ 2,185（4人）/ 2,165（5人）（19インチホイール）                    | 1,995（18インチホイール）/ 2,050（4人）/ 2,030（5人）（19インチホイール）                      | 2,065（18インチホイール）/ 2,120（4人）/ 2,100（5人）（19インチホイール）                      | 2,235（4人）/ 2,215（5人）（19インチホイール） | 2,290（4人）/ 2,270（5人）（19インチホイール） |       |
| 燃費（km /ℓ）             | 都心7.2 /高速10.6 /複合8.5（18インチホイール）/ 都心7.0 /高速10.2 /複合8.2（19インチホイール） | 都心6.6 /高速9.7 /複合7.8（18インチホイール）/ 都心6.6 /高速9.7 /複合7.8（19インチホイール） | 都心7.4 /高速10.8 /複合8.7（18インチホイール）/ 都心7.3 /高速10.6 /複合8.5（19インチホイール） | 都心7.0 /高速10.3 /複合8.2（18インチホイール）/ 都心6.7 /高速10.2 /複合7.9（19インチホイール） | 都心6.1 /高速9.5 /複合7.3（19インチホイール）  | 都心6.0 /高速9.4 /複合7.2（19インチホイール）  |       |
| CO2排出量<（g / km）      | 203（18インチホイール）/ 211（19インチホイール）                                               | 222（18/19インチホイール）                                                                   | 198（18インチホイール）/ 203（19インチホイール）                                               | 211（18インチホイール）/ 218（19インチホイール）                                               | 239（19インチホイール）                        | 239（19インチホイール）                        |       |

## 初代（HI型後期、2018年11月-2021年11月 ）

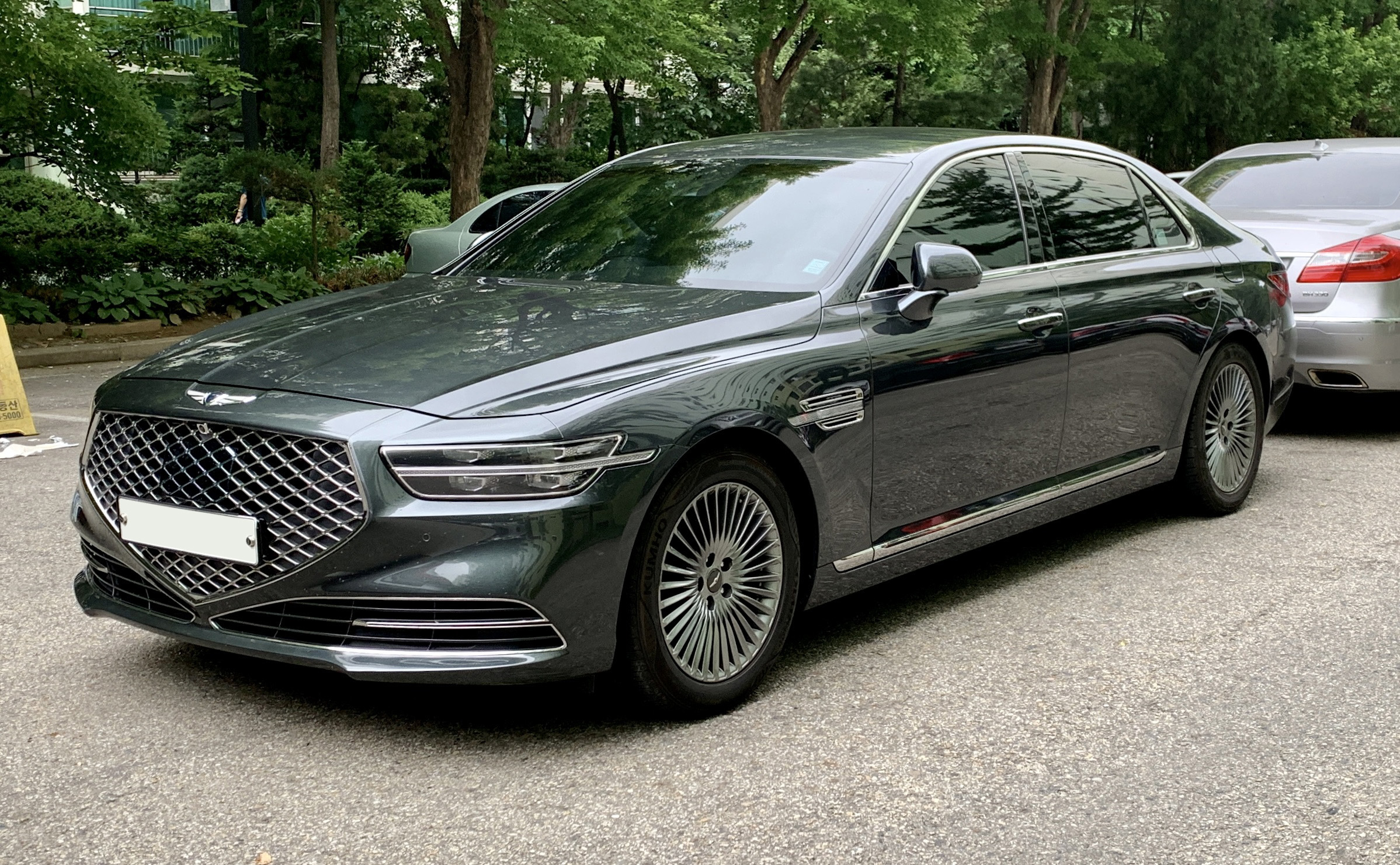
フロント

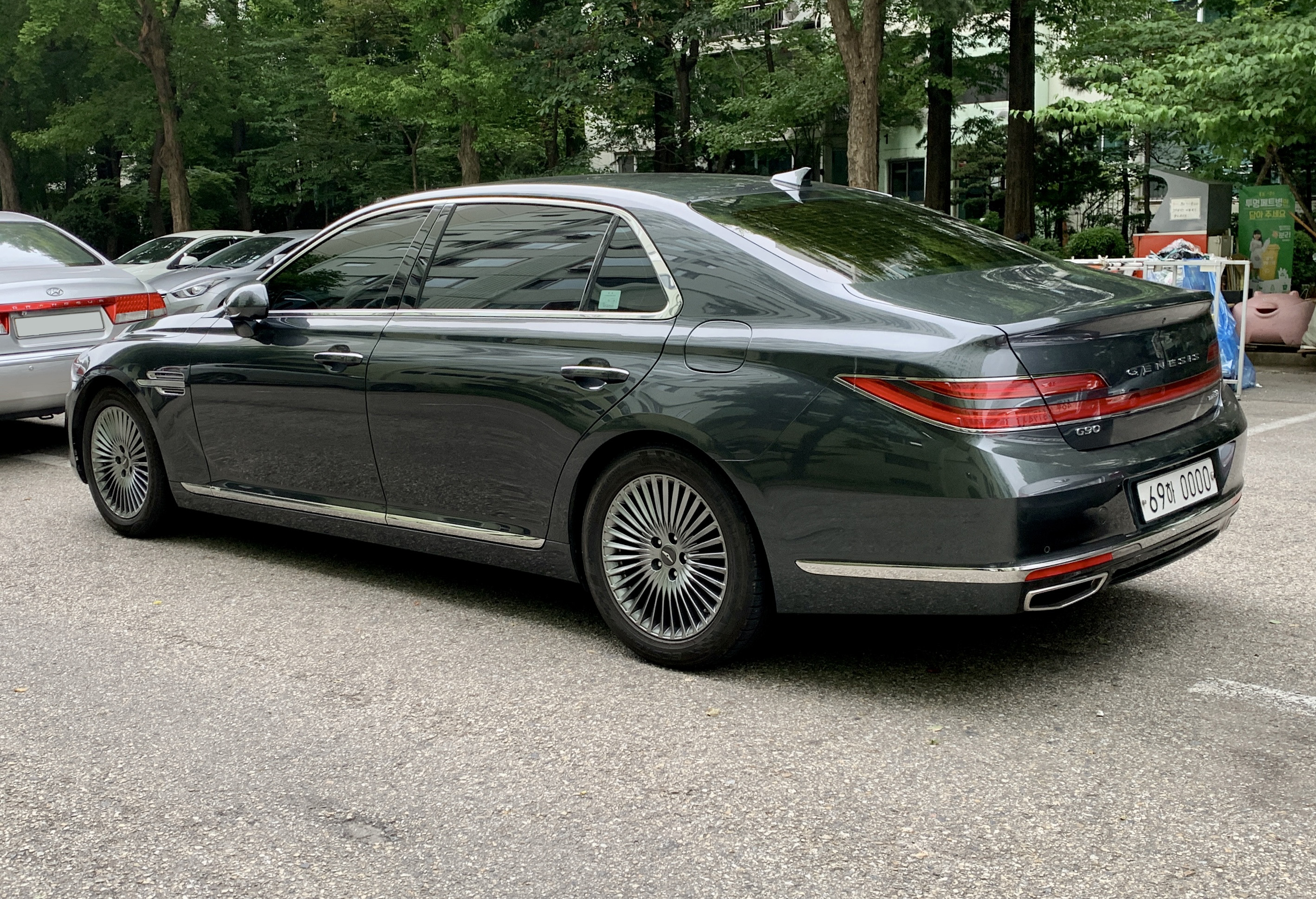
リア

2018年11月27日発売。 フェイスリフトをきっかけに車名を海外市場と同じG90に変更。 
ジェネシスのデザインテーマである「G-マトリクス」がヘッドランプとテールランプ、19インチアルミホイール、クレストグリルに採用された。「クワッドランプ」と呼ばれるヘッドランプは4つのレンズで構成され、創造性を表現するとともにテールランプも上下2分割型形状に変更されるなど、ジェネシスのファミリールックに沿うものとなった。 
ナビゲーションの自動更新、インテリジェント車両管理サービスなど、より強化されたIT関連の機能が装備された。 後進時の車両後方路面にガイドLEDを投射する「リバースガイドランプ」と10エアバッグなど、安全装備も充実させられた。 2019年2月19日には、ストレッチリムジン仕様である「G90L」が再投入された。 

### ラインナップ
| 区分 | G90 V6 3.3ℓ ラムダGDIターボ G90 V6 3.8ℓ ラムダGDI    | G90 V8 5.0ℓ タウGDI G90L V8 5.0ℓ タウGDI |
| ---- | ---------------------------------------------------- | ---------------------------------------- |
| G90  | ラグジュアリー プレミアムラグジュアリー プレステージ | プレステージ                             |

### 仕様
| 区分                       | G90 V6 3.3ℓ ラムダGDIターボ                                                                    | G90 V6 3.3ℓ ラムダGDIターボ （Hトラック）                                                    | G90 V6 3.8ℓ ラムダGDI                                                                          | G90 V6 3.8ℓ ラムダGDI （Hトラック）                                                          | G90 V8 5.0ℓ タウGDI （Hトラック）              | G90L V8 5.0ℓ タウGDI （Hトラック）             |       |
| -------------------------- | ---------------------------------------------------------------------------------------------- | -------------------------------------------------------------------------------------------- | ---------------------------------------------------------------------------------------------- | -------------------------------------------------------------------------------------------- | ---------------------------------------------- | ---------------------------------------------- | ----- |
| 全長 （mm）                | 5,205                                                                                          | 5,205                                                                                        | 5,205                                                                                          | 5,205                                                                                        | 5,205                                          | 5,495                                          |       |
| 全幅 （mm）                | 1,915                                                                                          | 1,915                                                                                        | 1,915                                                                                          | 1,915                                                                                        | 1,915                                          | 1,915                                          |       |
| 全高 （mm）                | 1,495                                                                                          | 1,495                                                                                        | 1,495                                                                                          | 1,495                                                                                        | 1,495                                          | 1,505                                          | 1,505 |
| ホイールベース（mm）       | 3,160                                                                                          | 3,160                                                                                        | 3,160                                                                                          | 3,160                                                                                        | 3,160                                          | 3,450                                          |       |
| トレッド（前/後、mm）      | 1,630/1,659（18インチ） 1,640/1,639（19インチ）                                                | 1,630/1,659（18インチ） 1,640/1,639（19インチ）                                              | 1,630/1,659（18インチ） 1,640/1,639（19インチ）                                                | 1,630/1,659（18インチ） 1,640/1,639（19インチ）                                              | 1,640/1.639（19インチ）                        | 1,640/1.639（19インチ）                        |       |
| 乗車定員                   | 4人（ファーストクラスVIPシート） 5人                                                           | 4人（ファーストクラスVIPシート） 5人                                                         | 4人（ファーストクラスVIPシート） 5人                                                           | 4人（ファーストクラスVIPシート） 5人                                                         | 4人（ファーストクラスVIPシート） 5人           | 4人（ファーストクラスVIPシート） 5人           |       |
| トランスミッション         | 8速AT                                                                                          | 8速AT                                                                                        | 8速AT                                                                                          | 8速AT                                                                                        | 8速AT                                          | 8速AT                                          |       |
| サスペンション （前/後）   | マルチリンク/マルチリンク                                                                      | マルチリンク/マルチリンク                                                                    | マルチリンク/マルチリンク                                                                      | マルチリンク/マルチリンク                                                                    | マルチリンク/マルチリンク                      | マルチリンク/マルチリンク                      |       |
| 駆動形式                   | FR                                                                                             | AWD                                                                                          | FR                                                                                             | AWD                                                                                          | AWD                                            | AWD                                            |       |
| エンジン形式               | G6DP                                                                                           | G6DP                                                                                         | G6DN                                                                                           | G6DN                                                                                         | G8BE                                           | G8BE                                           |       |
| 燃料                       | ガソリン                                                                                       | ガソリン                                                                                     | ガソリン                                                                                       | ガソリン                                                                                     | ガソリン                                       | ガソリン                                       |       |
| 排気量 （cc）              | 3,342                                                                                          | 3,342                                                                                        | 3,778                                                                                          | 3,778                                                                                        | 5,038                                          | 5,038                                          |       |
| 最高出力 （ps / rpm）      | 370 / 6,000                                                                                    | 370 / 6,000                                                                                  | 315 / 6,000                                                                                    | 315 / 6,000                                                                                  | 425 / 6,000                                    | 425 / 6,000                                    |       |
| 最大トルク （kg・m / rpm） | 52.0 / 1,300 - 4,500                                                                           | 52.0 / 1,300 - 4,500                                                                         | 40.5 / 5,000                                                                                   | 40.5 / 5,000                                                                                 | 53.0 / 5,000                                   | 53.0 / 5,000                                   |       |
| 燃料タンク容量 （ℓ）       | 83                                                                                             | 83                                                                                           | 77                                                                                             | 77                                                                                           | 83                                             | 83                                             |       |
| 車両重量 （kg）            | 2065（18インチホイール）/ 2,120（4人）/ 2,100（5人）（19インチホイール）                       | 2,130（18インチホイール）/ 2,185（4人）/ 2,165（5人）（19インチホイール）                    | 2,020（18インチホイール）/ 2,070（4人）/ 2,050（5人）（19インチホイール）                      | 2,090（18インチホイール）/ 2,140（4人）/ 2,120（5人）（19インチホイール）                    | 2,245（4人）/ 2,225（5人）（19インチホイール） | 2,290（4人）/ 2,270（5人）（19インチホイール） |       |
| 燃費 （km /ℓ）             | 都心7.6 /高速10.7 /複合8.8（18インチホイール）/ 都心7.3 /高速10.1 /複合8.4（19インチホイール） | 都心7.0 /高速9.9 /複合8.1（18インチホイール）/ 都心7.0 /高速9.7 /複合8.0（19インチホイール） | 都心7.9 /高速10.7 /複合8.9（18インチホイール）/ 都心7.7 /高速10.5 /複合8.7（19インチホイール） | 都心7.2 /高速9.9 /複合8.2（18インチホイール）/ 都心7.2 /高速9.7 /複合8.1（19インチホイール） | 都心6.2 /高速9.3 /複合7.3（19インチホイール）  | 都心6.1 /高速9.3 /複合7.2（19インチホイール）  |       |
| CO2排出量 （g / km）       | 196（18インチホイール）/ 205（19インチホイール）                                               | 214（18インチホイール）/ 217（19インチホイール）                                             | 192（18インチホイール）/ 197（19インチホイール）                                               | 210（18インチホイール）/ 212（19インチホイール）                                             | 239（19インチホイール）                        | 241（19インチホイール）                        |       |

## 2代目（RS4型、2021年 - ）
「G90」に改名して初のフルモデルチェンジとなった当代は2021年11月30日にエクステリアデザインを発表後、翌12月14日に韓国にて販売を開始。
翌年には先代に引き続き、「2022韓国カー・オブ・ザ・イヤー」を受賞している。
エクステリアはジェネシス最新のデザインテーマである「アスレチックエレガンス」に沿ったものとされ、ジェネシスのアイデンティティである「クレストグリル」と「クアッドランプ」はさらに強調されたデザインとなった。また、ドアハンドルはネクソ（ネッソ）やGV60と同じ電動格納式を新たに採用したことで空気抵抗を大幅に軽減させると同時に、デザイン性向上にも寄与している。
基本的なボディサイズは若干ながら先代比で拡大しているものの、先代において遅れて追加されたロングホイールベース版は当代においては「リムジン」に代わって「ロングホイールベース（以降、LWB）」として発表時から同時に用意される。LWBは先代までのリムジンとは異なり、フロントドアとリヤドアを切り離すことなく、リヤドアとホイールベースの延長により連続して構成することでスタイリングと取り回しに大きく寄与。結果、標準仕様のホイールベースは先代比で20㎜伸びたが、LWBは逆に30㎜短縮された。

パワーユニットはV型8気筒・5.0Lが廃止され、標準仕様はV型6気筒・3.5Lツインターボガソリンエンジン、LWBはそれに加えて48Vのモーターと電動スーパーチャージャーを追加したマイルドハイブリッド仕様としている。前者はFRとAWDから選べ、後者はAWDのみの設定となる。

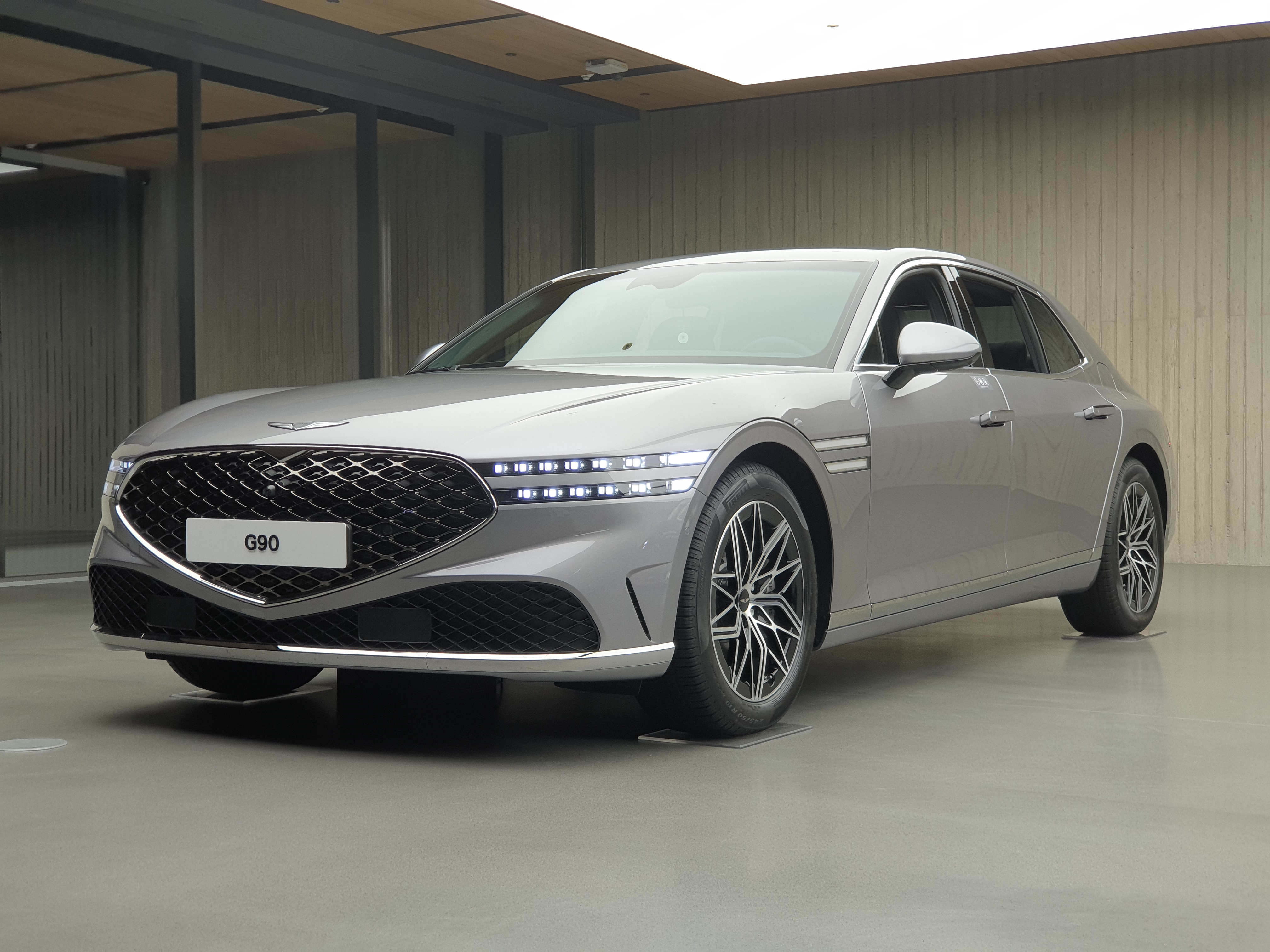
フロント
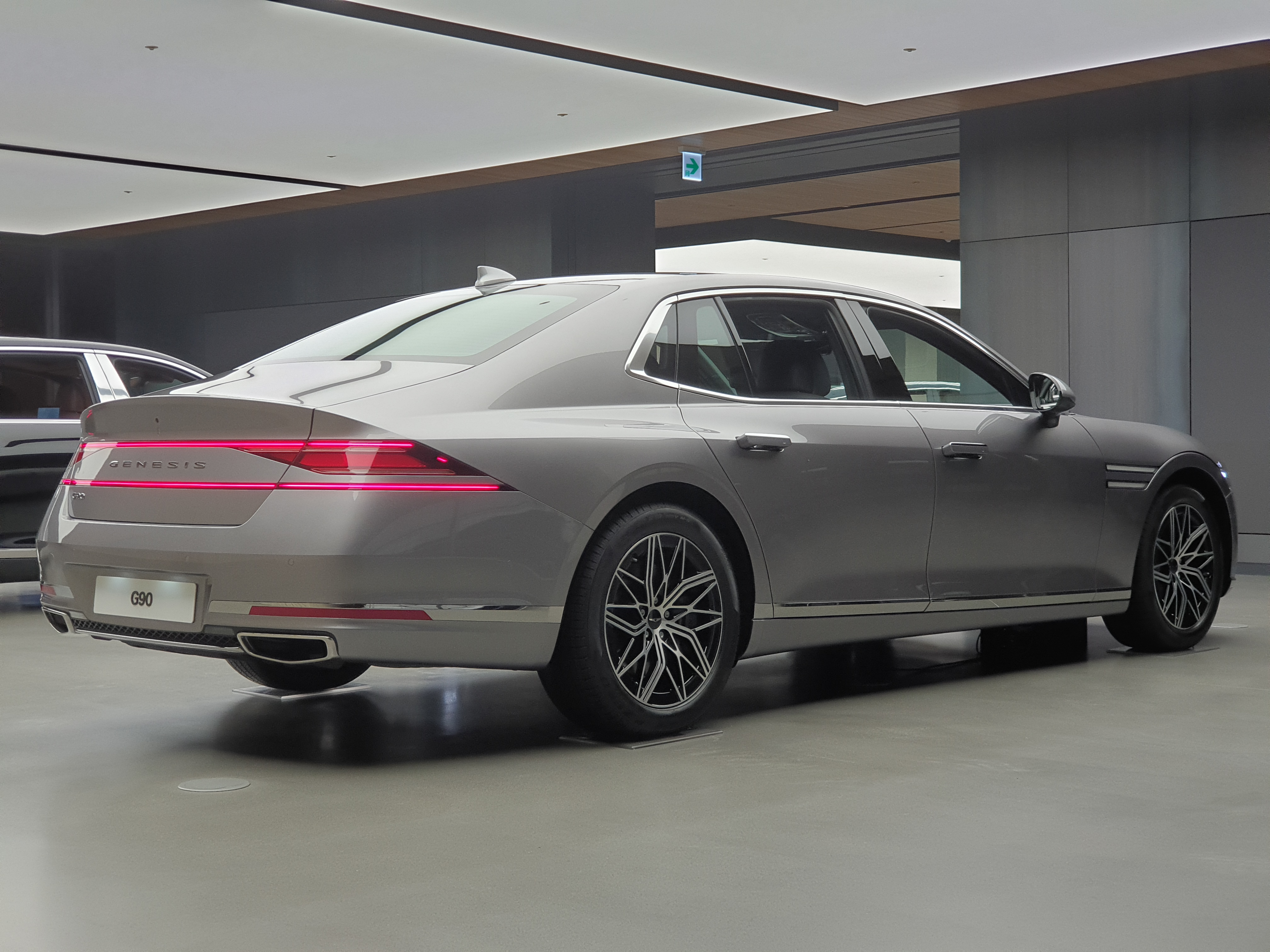
リア
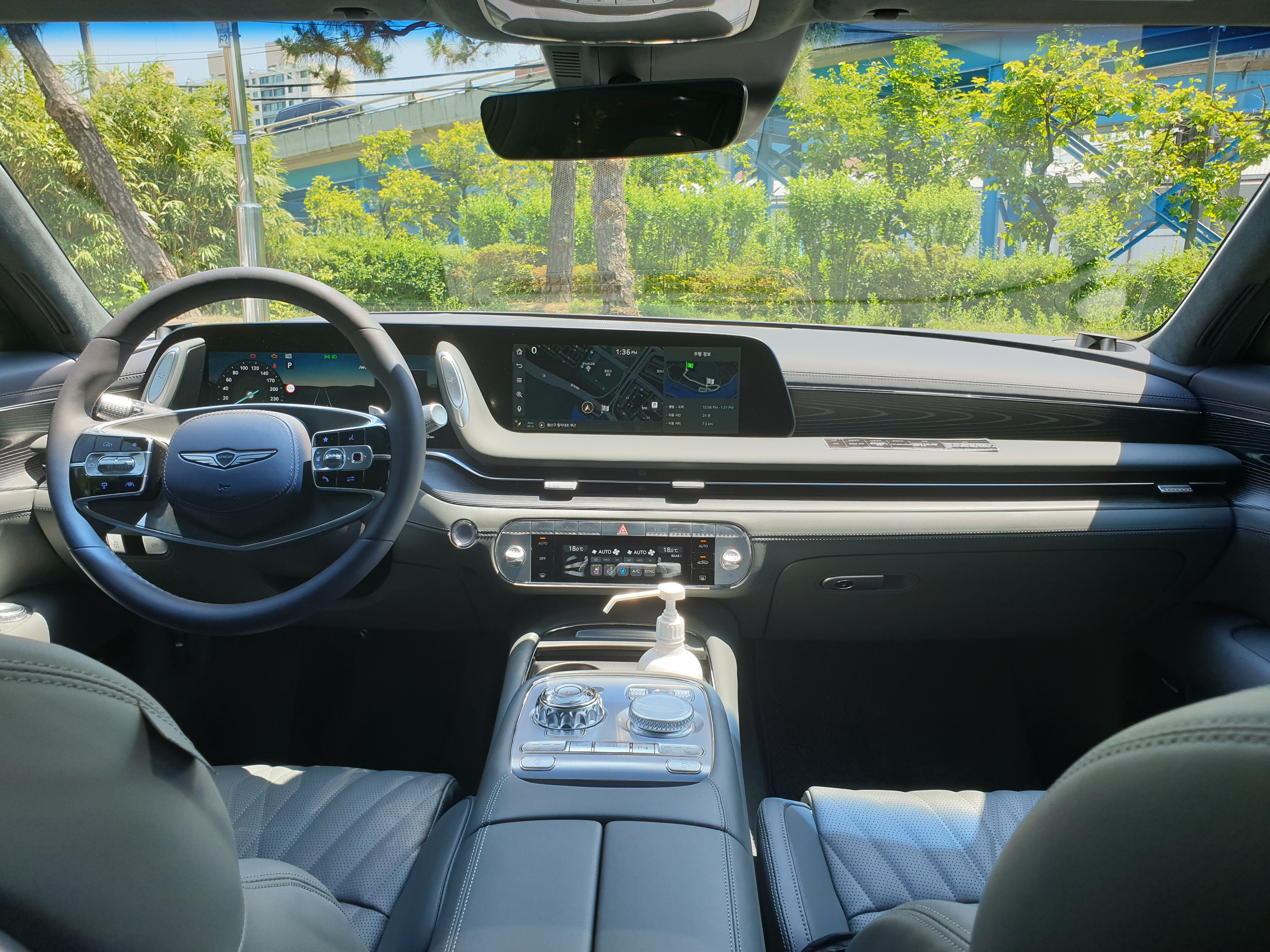
インテリア
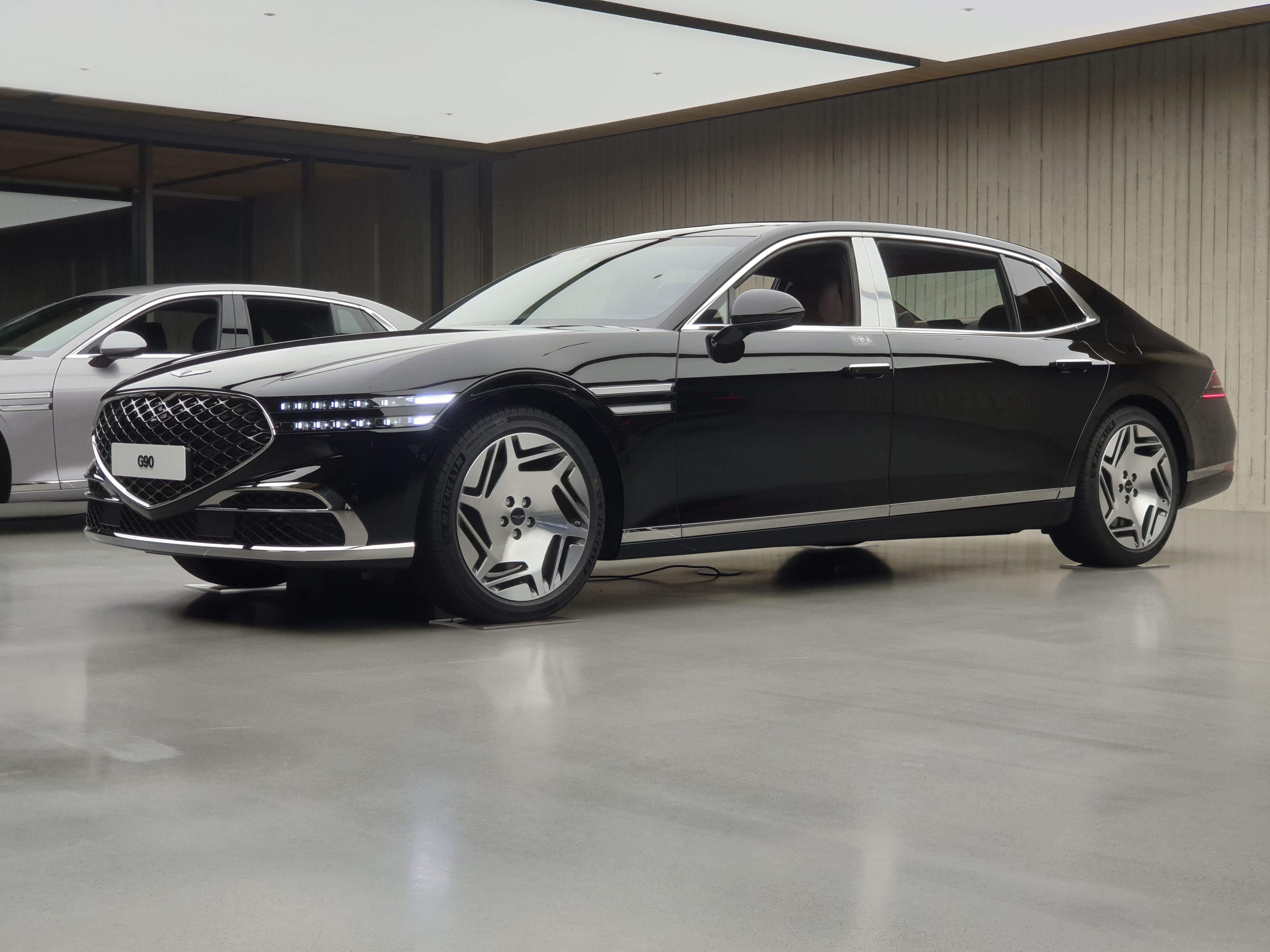
LWB フロント
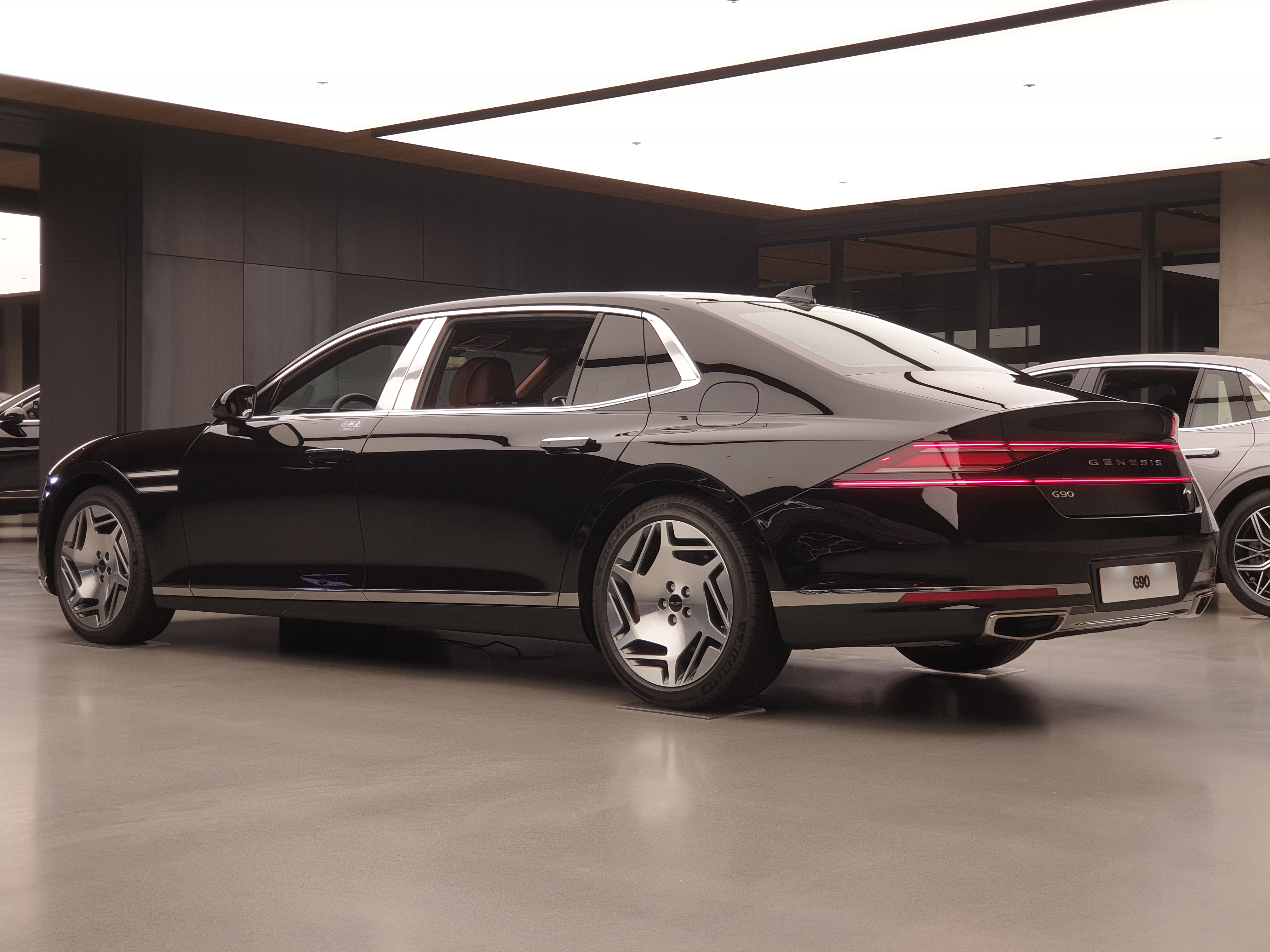
LWB リア